# Brahma (birra)
La Brahma è una birra brasiliana.

## Storia

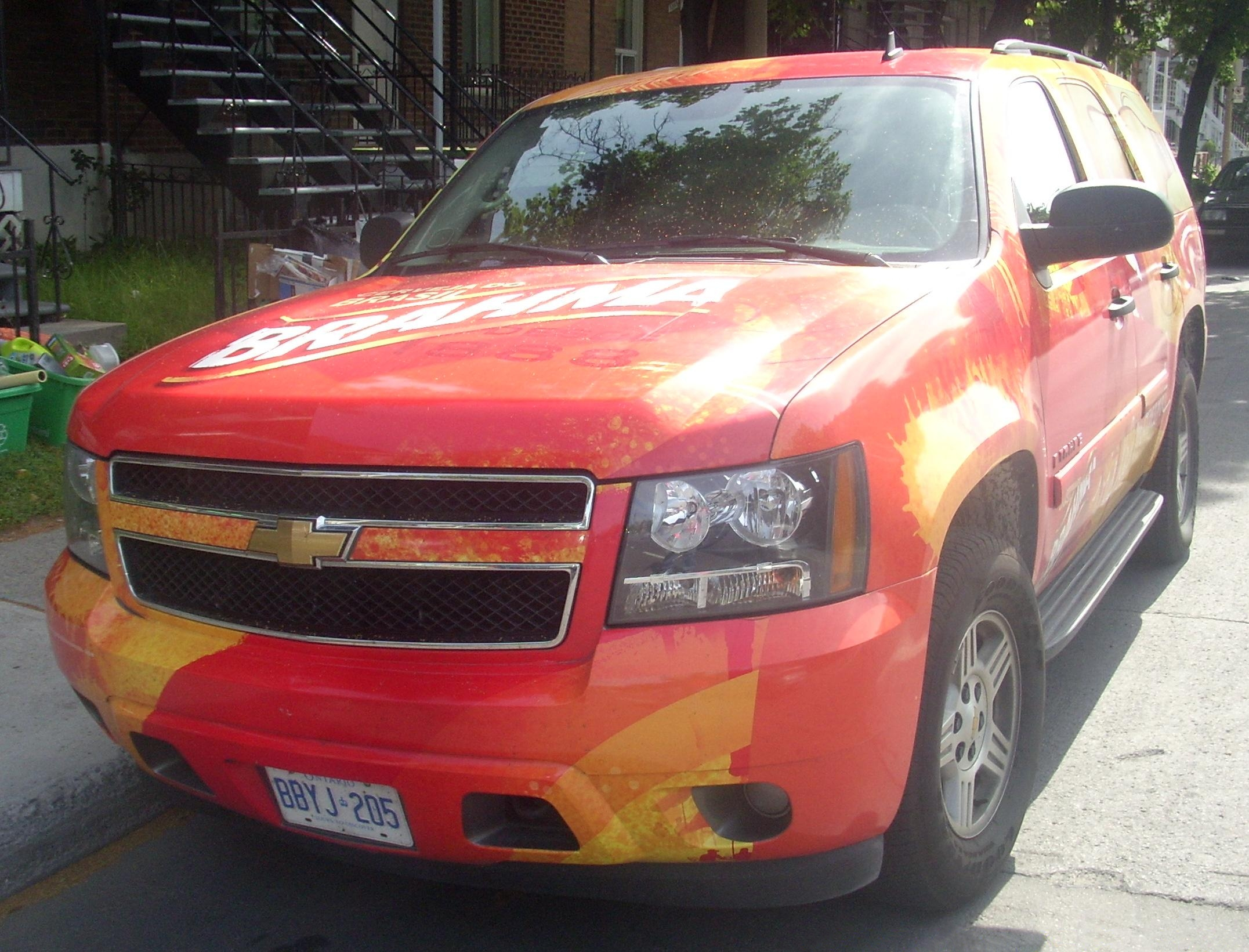
Chevrolet Tahoe sponsorizzato Brahma fotografato a Montreal, Quebec, Canada.

La birra Brahma venne inizialmente prodotta dalla Manufactura de cerveja Brahma Villiger e companhia fondata nel 1888 dall'ingegnere svizzero Joseph Villiger. Secondo il sito ufficiale Brahma, l'origine del nome è incerta, ma pare che Villiger fosse una persona molto spirituale per cui diede alla birra il nome della divinità indù Brahmā. Altre versioni asseriscono che il nome derivi dal fatto che il fondatore fosse un grande estimatore di Brahms, ma queste non trovano riscontro nel sito ufficiale. Oggi i marchi Brahma sono detenuti dalla multinazionale AmBev.

## Birre Brahma
- Brahma
- Brahma Chopp
- Brahma Extra
- Brahma Liber - birra analcoolica